# Nystalus
A Nystalus a madarak (Aves) osztályának harkályalakúak (Piciformes) rendjébe, ezen belül a bukkófélék (Bucconidae) családjába tartozó nem.

## Előfordulásuk
A Nystalus-fajok Panamától egészen Argentínáig fordulnak elő. Az elterjedési területeiken a szárazabb, füves és ritkább erdőket választják élőhelyül.

## Rendszerezés
A nembe az alábbi 6 faj tartozik:
- Nystalus chacuru (Vieillot, 1816)[1]
- foltos bukkó (Nystalus maculatus) (Gmelin, 1788)[2]
- Nystalus obamai (Whitney et. al., 2013)[3] - korábban azonosnak vélték a N. striolatusszal
- Nystalus radiatus (Sclater, 1854)[4]
- Nystalus striatipectus (Sclater, 1854)[5] hagyományosan, és egyesek még mindig a foltos bukkó alfajának tekintik ezt a madarat, Nystalus maculatus striatipectus néven.[6]
- Nystalus striolatus (Pelzeln, 1856)[7]